# Octopusakkoord
Het Octopusakkoord was een politiek akkoord over de hervorming van de politie en het gerecht in België op 7 december 1998. De naam octopus, letterlijk achtarm, verwijst naar de acht politieke partijen die hierbij betrokken waren (CVP, PS, VLD, SP, PRL, FDF, PSC en VU).
Na de zaak-Dutroux en de moord op Loubna Benaïssa zijn er enkele maatregelen genomen omdat gebleken was dat door de toenmalige structuur van de politie en het gerecht onherstelbare fouten gemaakt waren bij het opsporen van vermiste kinderen. Er was een vertrouwenscrisis en het ongenoegen van de publieke opinie was zeer groot. 
Met de ontsnapping van Marc Dutroux in april 1998 was de tijd echter rijp voor nog verdergaande maatregelen. Tussen de vier meerderheidspartijen en de vier oppositiepartijen (uitgezonderd het rechts-conservatieve Vlaams Blok) werd uiteindelijk het Octopusakkoord gesloten.
Dit akkoord werd vertaald in de wet van 7 december 1998 tot organisatie van een geïntegreerde politiedienst, gestructureerd op twee niveaus.

## Enkele maatregelen

### Politie
Gemeentepolitie, Rijkswacht en de Gerechtelijke Politie bij de Parketten smelten samen tot een geïntegreerde politiedienst gestructureerd op twee niveaus: lokale en federale politie. Dit moest een einde maken aan de zogenaamde politieoorlog.

### Justitie
De topmagistraten (procureurs-generaal, procureurs, voorzitters van hoven en rechtbanken) worden niet meer voor het leven benoemd, maar zullen hun mandaat hoogstens tien jaar kunnen uitoefenen.
Er komt een federaal parket voor de grote misdaaddossiers, geleid door een (speciale) federale procureur.
De Hoge Raad voor de Justitie werd opgericht.